# Tetralophodon
Il tetralofodonte (gen. Tetralophodon) era un proboscidato primitivo, vissuto nel Miocene superiore. I suoi fossili sono noti soprattutto in Europa, Nordamerica e Asia.

## Un antenato degli elefanti
Grande all'incirca quanto un elefante asiatico odierno, il tetralofodonte è spesso raggruppato nella grande famiglia dei gonfoteriidi, o mastodonti a quattro zanne. In effetti, come molti membri della famiglia, anche il tetralofodonte possedeva due zanne ulteriori sporgenti dalla mandibola, e l'aspetto generale del corpo richiamava quello del genere più noto, Gomphotherium. Alcune caratteristiche, principalmente riguardanti la dentatura, sembrerebbero porlo vicino all'origine degli elefanti attuali. I molari, in particolare, sono più evoluti e specializzati rispetto a quelli degli altri gonfoteri. Alcune tra le specie più note di tetralofodonte sono T. longirostris, T. punjabensis e T. atticus. Altre specie, come T. bumiajuensis, sono state poi ascritte ad altri generi (ad es. Sinomastodon).